# امامزاده چهارده تن درده
امامزاده چهارده تن درده در مرکز روستای درده از توابع شهرستان فیروزکوه واقع شده و این اثر در تاریخ ۲۵ اردیبهشت ۱۳۸۰ با شمارهٔ ثبت ۳۸۲۹ به‌عنوان یکی از آثار ملی ایران به ثبت رسیده است.

## بنای بقعه
این امامزاده در ابتدا برجی سنگی بود که طی یکصد و پنجاه سال گذشته الحاقاتی داشته و در مجموع به امامزاده چهارده تن شهرت پیدا کرده است.
بقعه اصلی همان برج سنگی است که دارای ۸ ضلع بوده و از بیرون دارای گنبد و رُک است. بر روی هر یک از اضلاع هشتگانه داخلی طاقنماهایی تعبیه شده و بر بالای آن گنبد جناغی ایجاد کرده‌اند.
در این بقعه ۱۴ قبر وجود دارد و بخشی از آن تا عمق ۲ متری حفاری و کاملا مضطرب شده است.
مصاح بنای اصلی سنگ لاشه، ملات گچ و ساروج و اندود آن گچی و اجزای ایوان و اتاق جنب آن از خشت خام و کاهگل است.
اطراف بقعه تا شعاع ۱۰ متری زمین‌های وقفی وجود دارد که امکان محوطه سازی را نیز اطراف بقعه فراهم می‌سازد.

## سلب اعتماد مردم به بقعه
امامزاده چهارده تن تا چندی پیش دارای حرمت و احترام فوق العاده‌ای نزد اهالی بوده و به همین دلیل جنب آن حسینیه‌ای هم جهت انجام آیین‌های عزاداری بنا شده بود، اما در کاوش‌های غیرمجاز در داخل بقعه چند صلیب به دست آمد و این امر باعث سلب اعتماد مردم به بقعه شد.